# Sandżaagijn Ganbajar
Sandżaagijn Ganbajar (mong. Ганбаяр Санжаагийн; ur. 24 czerwca 1987) – mongolski zapaśnik walczący w stylu wolnym.  Szósty w Pucharze Świata w 2018. Trzeci na mistrzostwach Azji juniorów w 2005 i Azji kadetów w 2003 roku.
Zawodnik i American University w Waszyngtonie. Dwa razy All-American (2011 – 2012) w NCAA Division I, czwarty w 2011 i szósty w 2012 roku.